# Aina Vidal
Aina Vidal Sáez (Barcelona, 22 de marzo de 1985) es una política española, diputada por Barcelona en el Congreso de los Diputados en las legislaturas XI, XII, XIII, XIV y XV. Es miembro del Consejo Nacional de Esquerra Verda.

## Trayectoria política
Afiliada a Joves d'Esquerra Verda desde 2005 y a Comisiones Obreras desde 2006, es miembro del Consejo Nacional de Iniciativa por Cataluña-Verdes y Coordinadora Nacional de Acción Joven-Jóvenes de la Comisión Obrera Nacional de Cataluña, y miembro del Consejo de Relaciones Laborales de Cataluña. Ha formado parte del Consell Nacional de la Joventut de Catalunya y del Consell de Joventut de Barcelona. También es miembro de Som Energia, Médicos sin fronteras, Amnistía Internacional y Esplais Catalans, así como del comité federal de Comisiones Obreras de Cataluña.
Fue elegida diputada por Barcelona en las elecciones generales españolas de 2015 dentro de la lista de En Comú Podem, siendo una de los tres diputados que obtuvo ICV dentro de la coalición (junto con Josep Vendrell y Jaume Moya). Revalidó el escaño en las elecciones generales de 2016, en las de abril de 2019 y en las de noviembre del mismo año.  
En las elecciones generales del 23 de julio de 2023 concurrió como cabeza de lista de la circunscripción de Barcelona por la coalición electoral Sumar. En la campaña electoral participó en el debate a 7 siete organizado por RTVE en calidad de portavoz de Sumar.

## Vida personal
Padeció un cáncer, lo que en enero de 2020 dificultó su asistencia a la sesión de investidura de Pedro Sánchez y a algunos plenos más de la legislatura.
Vida laboral
Comenzó a trabajar a los 16 años como camarera. En su perfil de LinkedIn aparece que, tras su primera experiencia laboral, siguió trabajando como dependienta al mismo tiempo que cursaba el Bachillerato. Hasta 2005 estuvo como empleada en varios locales de hostelería en su ciudad natal y azafata promocionando productos en supermercados.
Tras pasar por la hostelería, compaginó sus estudios en la Universidad Autónoma de Barcelona con trabajos en atención al cliente. Su primer contacto con una fundación fue a través de un empleo como técnica de soporte que abandonó en 2007.
En 2007 se afilió a Comisiones Obreras y entró en la confederación sindical como técnica administrativa. En septiembre de 2008 entró en la organización y acción social de Acción Joven de como responsable de comunicación. En CCOO tuvo su primera experiencia en las urnas tras ser elegida como responsable de la organización hasta 2012. Durante este periodo, Vidal también fue miembro del Consejo Escolar de Cataluña en representación del Consejo Nacional de Juventud.
En octubre de 2012 se celebró la III Asamblea Nacional de Acción Joven, donde Vidal salió como nueva Coordinadora Nacional de Acción Joven. También fue miembro del Consejo de Relaciones Laborales de Cataluña. Dos puestos que abandonó en enero de 2016 tras entrar al Congreso como diputada de En Comú Podem. La portavoz de la coalición de los comunes y Sumar también es miembro de UNRWA, Asociación Española contra el Cáncer, Esplais Catalans, Amnistía Internacional y Médicos Sin Fronteras